# HAL Laboratory
HAL Laboratory, Inc. es una empresa japonesa dedicada al desarrollo de videojuegos en plataformas Nintendo, siendo reconocida como una second-party de esta. La empresa es la creadora de sagas y videojuegos tan reconocidos como la serie Kirby o Super Smash Bros.. Las oficinas de HAL Laboratory se encuentran en Chiyoda, Tokio, Japón. Su actual presidente es Masayoshi Tanimura y en ella trabajan 110 empleados.

## Historia
El nombre de la empresa nace de un pequeño juego de palabras, con el fin de simbolizar el afán de ir un paso por delante de IBM, según el orden alfabético de las letras de ambas empresas, estando las letras H A y L por delante de I B y M respectivamente. Esto fue confirmado por Satoru Iwata, quien ocupó el cargo de presidente de la empresa, en una entrevista al creador de Zombi U. El logotipo actual, un perro incubando tres huevos, viene a representar la filosofía de la empresa: la preocupación por dar a luz nuevas ideas y madurarlas ("incubarlas") para que den paso a grandes videojuegos.
HAL Laboratory, Inc. abre sus puertas el 21 de febrero de 1980. Comienza su andadura creando juegos, principalmente, para el estándar japonés de microordenadores MSX de la empresa ASCII, durante los primeros años de la década de los 80; algunos de ellos también se relanzaron para la consola Famicom/NES de Nintendo.
En 1992 se encuentra con una deuda de cinco mil millones de yenes debido a diversas gestiones fallidas, entre las que destaca la construcción de un nuevo edificio. Sin otra maniobra que poder hacer, se ven obligados a pedir ayuda. Nintendo acude al rescate de la empresa inyectando una gran suma de dinero a cambio del desarrollo exclusivo de títulos para sus sistemas. A partir de esto, HAL Laboratory comienza una fructífera relación con Nintendo que se mantiene hasta hoy, siendo una de las empresas más valoradas y fieles de la empresa de Kioto.
Satoru Iwata, quien fuera presidente de Nintendo de 2002 hasta su muerte en 2015, fue también presidente de HAL. Durante su mandato, Iwata ayudó a la empresa a evitar la bancarrota.
Otra figura importante de la empresa es Masahiro Sakurai, creador del personaje Kirby y de la saga Super Smash Bros.. Actualmente, dirige su propia empresa, Sora Ltd..

## Videojuegos
1982
- Radar Rat Race (Commodore)

1983
- Butan Pants (MSX)
- Dragon Attack (MSX)
- Fruit Search (MSX)
- Heavy Boxing (MSX)
- Picture Puzzle (MSX)
- Space Maze Attack (MSX)
- Super Billiards (MSX)
- Super Snake (MSX)

1984
- Balance (MSX)
- Hole In One (MSX)
- Mr. Chin (MSX)
- Rollerball (MSX)
- Space Trouble (MSX)

1985
- Eggerland Mystery (MSX)
- Graphic Master (MSX)

1986
- Dunkshot (MSX)
- Eggerland 2 (MSX 2)
- Gall Force: Eternal Story (FC Disk System)
- Hole In One Professional (MSX)
- Inspecteur Z (MSX)
- Mobile Planet (MSX)

1987
- Air Fortress (NES)
- Eggerland (FDS)
- Joust (NES)
- Millipede (NES)
- Star Gate (NES)

1988
- Defender II (NES)
- Eggerland Meikyuu No Fukkatsu (Famicom)
- Eggerland Souzouhe No Tabidachi (FDS)
- Fire Bam (FC Disk System)
- Hole In One Professional (NES)
- Rollerball (NES)

1989
- Pinball: Revenge of the Gator (GB)
- Shanghai (GB)
- MOTHER (Famicom/Wii U)
- Adventures of Lolo (NES)

1990
- Adventures of Lolo 2 (NES)
- Ghostbusters II (GB)
- New Ghostbusters II (NES)
- Space Defending Force (NES)
- Vegas Dream (NES)

1991
- Adventures of Lolo 3 (NES)
- Hole in One (SNES)
- Hyper zone (SNES)
- Metal Slader Glory (NES)
- Uchuu Keibi Tai SDF (Famicom)
- Trax (GB)

1992
- Card Master (SNES)
- Arcana (SNES)
- Kirby's Dream Land (GB)
- Super Dunkshot (SNES)

1993
- Alcahest (SNES)
- Kirby's Adventure (NES)
- Kirby's Block Ball (GB)
- Vegas Stakes (SNES)

1994
- Adventures of Lolo (GB)
- Kirby's Dream Course (SNES)
- Earthbound/Mother 2 (SNES)
- Hu PGA Tour Power Golf 2: Golfer (PCE)

1995
- Kirby's Dream Land 2 (GB)
- Sim City 2000 (SNES)
- Vegas Stakes (GB)

1996
- Kirby Super Star (SNES)

1997
- Itoi Shigesato no Bass Tsuri No.1 (SNES)
- Kirby's Dream Land 3 (SNES)
- Kirby no Kirakira Kids (GB)

1998
- Pokémon Stadium (Versión Japonesa) (N64)

1999
- Kirby no Kirakira Kids (SNES)
- Pokémon Snap (N64)
- Pokémon Stadium (N64)
- Seal print system: hardware para la impresión de imágenes capturadas en Pokémon Snap.
- Super Smash Bros. (N64)

2000
- Itoi Shigesato no Bass Tsuri No.1 Ketteihan! (N64)
- Kirby 64: The Crystal Shards (N64)
- Kirby's Tilt'n'Tumble (GBC)
- Pokémon Stadium 2 (N64)
- Sim City 64 (N64)

2001
- GBA E-Reader: Periférico para GBA
- Super Smash Bros. Melee (NGC)
- Sysdolphin: Software de GameCube

2002
- Kirby: Nightmare in Dreamland (GBA)

2003
- GBA E-Reader+: periférico para GBA)
- Kirby Air Ride (NGC)

2004
- Kirby & The Amazing Mirror (GBA)

2005
- Kirby y el Pincel del Poder (NDS)

2006
- Kirby ¡Roedores al ataque! (NDS)
- Mother 3 (GBA)
- Otona no Joushiki Yoku Training (NDS)
- Pokémon Ranger (NDS)

2008
- Super Smash Bros. Brawl (Wii)

2009
- Kirby Super Star Ultra (NDS)

2010
- Picross 3D (NDS)
- Kirby Epic Yarn (Wii)

2011
- Kirby Mass Atack (NDS)
- Kirby Return to Dream Land (Wii)
- Face Raiders (3DS)

2012
- Kirby's Dream Collection (Wii)

2014
- Kirby Triple Deluxe (3DS)
- Kirby Fighters Z (3DS)
- DeDeDe's Drum Dash Z (3DS)
- Super Smash Bros. para Nintendo 3DS y Wii U (3DS/Wii U)

2015
- Kirby y el Pincel del Arcoíris (Wii U)
- Box Boy! (3DS)

2016
- Kirby Planet Robobot (3DS)

2017
- Kirby Battle Royale (3DS)
- Part Time UFO (iOS, Android)

2018
- Kirby Star Allies (NSW)

2019
- Super Kirby Clash (NSW)

2020
- Part Time UFO (NSW)

2022
- Kirby and the forgotten land (NSW)
- Kirby's Dream Buffet (NSW)

2023
- Kirby's Return to Dream Land Deluxe (NSW)